# Легпром
 Легпром  — поселок в Шабалинском районе Кировской области. Входит в состав Гостовского сельского поселения.

## География
Расположен на расстоянии примерно 24 км по прямой на запад-северо-запад от райцентра посёлка Ленинского.

## История
Известен с 1950 как посёлок Главлеслегпром (138 хозяйств и 471 житель), в 1989 уже Легпром с 36 жителями .

## Население
Постоянное население составляло 9 человек (русские 100%) в 2002 году, 1 в 2010.